# Wishaw (Warwickshire)
Wishaw es una parroquia civil y un pueblo del distrito de North Warwickshire, en el condado de Warwickshire (Inglaterra).

## Geografía
Según la Oficina Nacional de Estadística británica, Wishaw tiene una superficie de 4,88 km².

## Demografía
Según el censo de 2001, Wishaw tenía 165 habitantes (53,94% varones, 46,06% mujeres) y una densidad de población de 33,81 hab/km². El 23,03% eran menores de 16 años, el 69,7% tenían entre 16 y 74 y el 7,27% eran mayores de 74. La media de edad era de 36,67 años. Del total de habitantes con 16 o más años, el 26,77% estaban solteros, el 62,2% casados y el 11,02% divorciados o viudos.
El 96,39% de los habitantes eran originarios del Reino Unido y el 3,61% de cualquier otro lugar salvo del resto de países europeos. Según su grupo étnico, el 96,34% eran blancos, el 1,83% mestizos y el 1,83% asiáticos. El cristianismo era profesado por el 73,94% y el islam por el 1,82%, mientras que el 17,58% no eran religiosos y el 6,67% no marcaron ninguna opción en el censo.
81 habitantes eran económicamente activos, 78 de ellos (96,3%) empleados y 3 (3,7%) desempleados. Había 54 hogares con residentes y 3 vacíos.